# NGC 2621
NGC 2621 is een spiraalvormig sterrenstelsel in het sterrenbeeld Kreeft. Het hemelobject werd op 29 maart 1865 ontdekt door de Duitse astronoom Albert Marth.

## Synoniemen
- MCG 4-21-3
- ZWG 120,7,25,0172
- NPM1G
- PGC 24241